# Adaílton (ur. 1990)
Adaílton dos Santos da Silva (ur. 6 grudnia 1990 w Camaçari) – brazylijski piłkarz występujący na pozycji pomocnika, zawodnik Júbilo Iwata.

## Życiorys

### Kariera piłkarska
Od 2008 roku występował w Fortaleza, Vitória, Athletico Paranaense, Ituano, Joinville, Ponte Preta, Paraná Clube i Júbilo Iwata.
1 stycznia 2016 podpisał kontrakt z japońskim klubem Júbilo Iwata, umowa do 31 stycznia 2020.

## Sukcesy

### Klubowe
Fortaleza
- Zwycięzca Campeonato Cearense: 2008

Vitória
- Zwycięzca Campeonato Baiano 1. Diwizja: 2010
- Zdobywca drugiego miejsca Campeonato Baiano 1. Diwizja: 2014
- Zdobywca drugiego miejsca Copa do Brasil: 2010

Athletico Paranaense
- Zdobywca drugiego miejsca Campeonato Paranaense: 2011

Ponte Preta
- Zdobywca drugiego miejsca Copa Sudamericana: 2013

Júbilo Iwata
- Zdobywca drugiego miejsca J2 League: 2015